# Hephialtes ruber
Hephialtes ruber là một loài bọ cánh cứng trong họ Cerambycidae.